# جیمز یانگ (ترانه سرا)
جیمز یانگ (جیمز مک فارلند؛ متولد اول سپتامبر ۱۹۹۱) خواننده و ترانه‌سرای آمریکایی است. در ۹ سپتامبر ۲۰۱۳، او اولین آهنگ خود یعنی Dark Star را منتشر کرد. اولین آلبوم او Feel Something در ۲۳ ژوئن ۲۰۱۷ منتشر شد.

## حرفه
در سال ۲۰۱۳، وی با Atlantic Records قرارداد ضبط با به امضا رسیاند و با تور London Grammar در لندن همراه شد. وی دومین آلبوم خود با نام عادتهای قلب من (Habits Of My Heart) را در تاریخ ۲۸ سپتامبر ۲۰۱۴ در Atlantic Records منتشر کرد و تور (Dream Your Life Away) را با همراهی ونس جوی اجرا کرد. وی آهنگ "I'll Keep Loving You" دیوید گتا را با همراهی بردی ضبط کرد. در سال ۲۰۱۶، او با نوازنده الکترونیکی ZHU در آهنگسازی و نوشتن دو آهنگ با عنوان "Hometown Girl" همکاری داشت که بر اساس روابط مگان گایر و بنیامین گریفیت ساخته شده بود و "Cold Blooded" که براساس دوران کودکی جیمز یانگ نوشته شد.
در ۱۱ مه ۲۰۱۸، مک فارلند اظهار داشت که از پروژه جیمز یانگ فاصله می‌گیرد و در فیس بوک خود گفت: "من یک استراحت احتمالاً دائم از پروژه جیمز یانگ می‌گیرم. من به نوعی برخواهم گشت … من می‌توانم این قول را بدهم. من به کسانی که از من حمایت کرده‌اند، موسیقی‌های بیشتری را مدیون هستم. من مسیری را که احساس می‌کنم بهترین است دنبال می‌کنم. ممنون که کارهای مرا گوش دادید.

## زندگی شخصی
مک فارلند در سیاتل، واشینگتن بزرگ شد و علاقه خود به موسیقی را به والدین و خواهر و برادران دوست دار موسیقی اش (دو برادر بزرگتر و یک خواهر کوچکتر) نشان داد. موسیقی او تأثیر زیادی از کارهای اشخاصی مانند کلدپلی، ریدیوهد، مارون ۵، آیرن اند واین و دث کب فور کیوتی گرفته‌است. مک فارلند از ۱۴ سالگی نوازندگی گیتار و نوشتن اشعار را شروع کرد. جدا از موسیقی، علایق او شامل علم و فلسفه است. وی در حال حاضر در لس آنجلس اقامت دارد. پیش از تصدیق نام جیمز یانگ، مک فارلند عضو یک گروه کوچک مستقر در سیاتل به نام Corner State That بود که در سال ۲۰۱۰ یک آلبوم مجزا منتشر کرد.